# Klinikum am Weissenhof

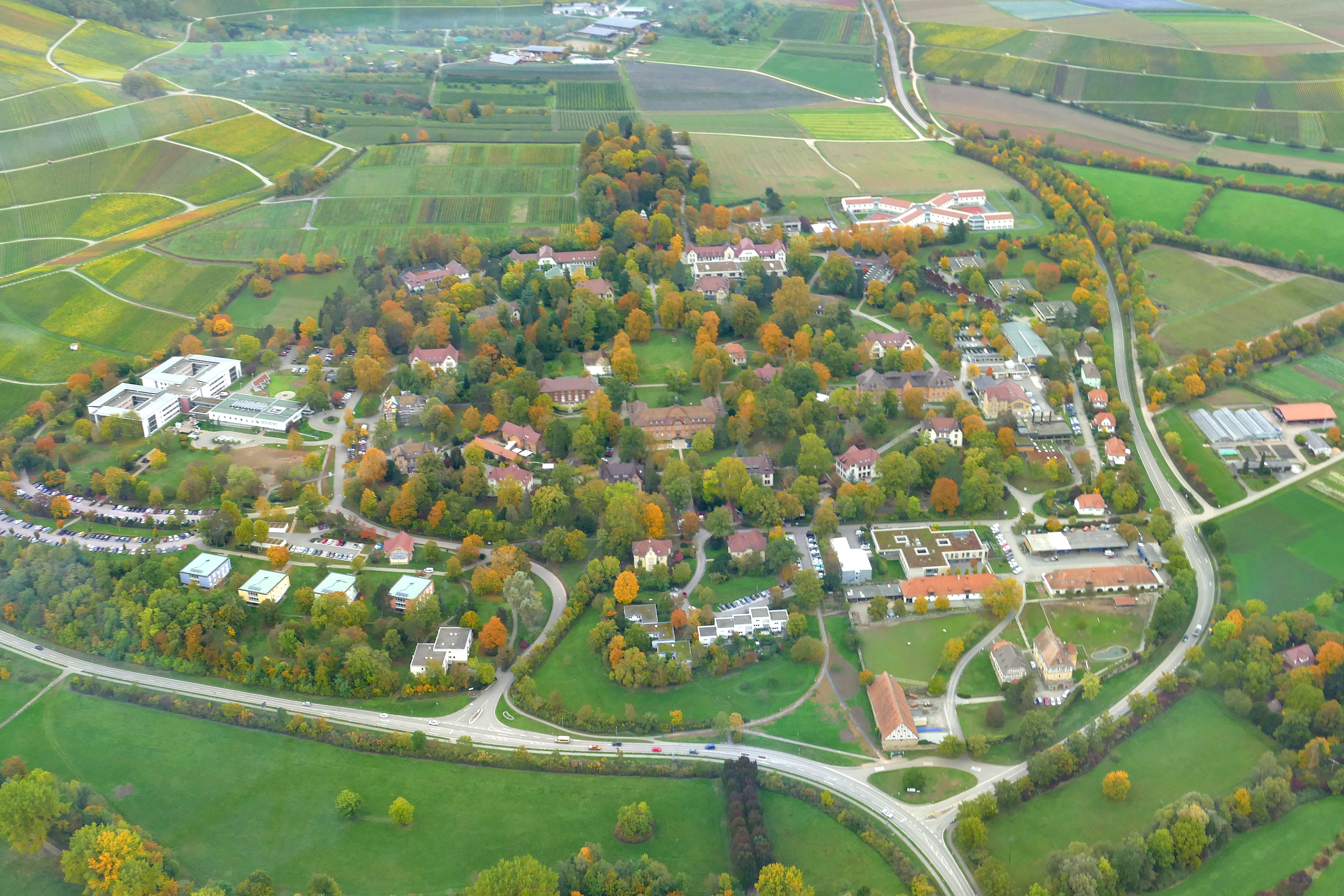
Luftbild des Klinikums am Weissenhof (2020)

Das Klinikum am Weissenhof ist ein psychiatrisches Krankenhaus in Weinsberg, Landkreis Heilbronn. Es wurde als Königliche Heilanstalt (für Geisteskranke) 1903 auf dem Gelände der Staatsdomäne Weißenhof eröffnet. Darüber hinaus gibt es weitere Standorte in der Umgebung. Die Bezeichnung des Unternehmens lautet: Klinikum am Weissenhof, Zentrum für Psychiatrie Weinsberg, Anstalt des öffentlichen Rechts.

## Geschichte

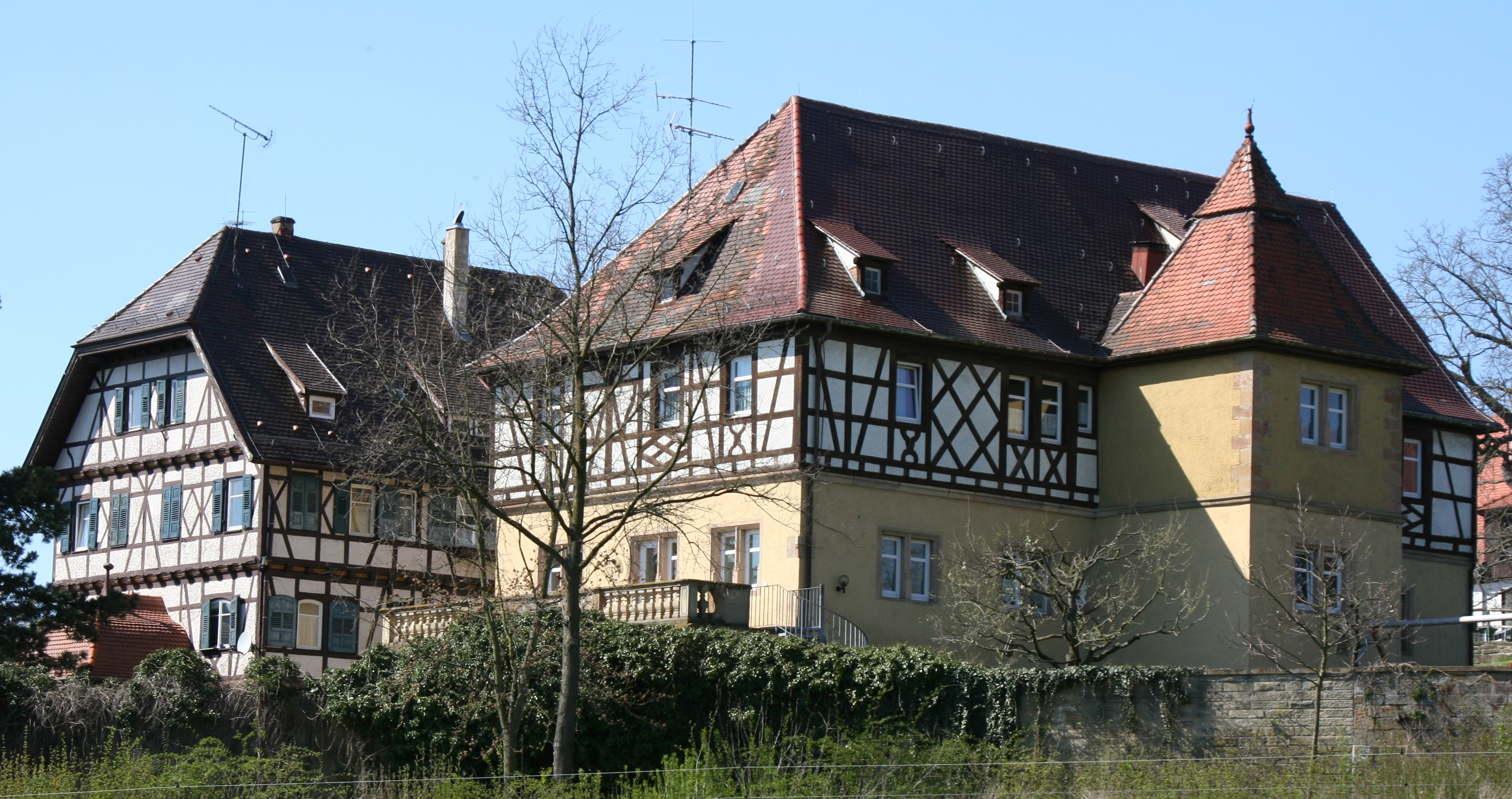
Hofgebäude (ehemaliges „Schlösschen“) des Weißenhofs

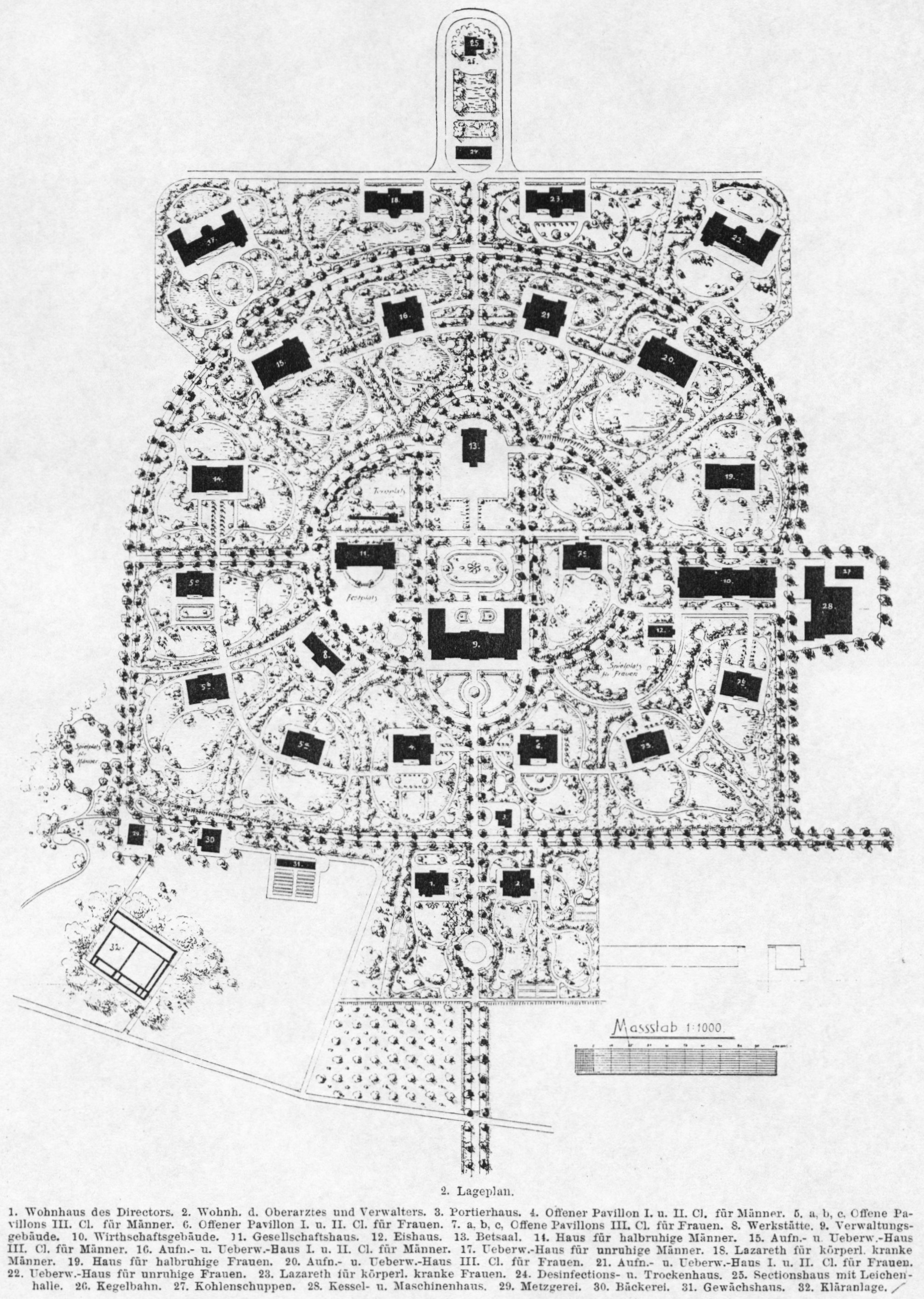
Plan der Anstalt von 1903

### Entwicklung bis 1933

#### Bedarf und Planung
Gegen Ende des 19. Jahrhunderts waren die bis dahin bestehenden vier staatlichen Heilanstalten für Geisteskranke in Württemberg (in Zwiefalten, Winnental, Schussenried und Weißenau) überfüllt. Zahlreiche Kranke mussten abgewiesen und in normalen Krankenhäusern oder in ihren Heimatorten untergebracht werden, wo sie nicht zweckmäßig versorgt werden konnten. Im nördlichen Teil Württembergs befand sich zudem überhaupt keine „Irrenanstalt“, was für die Kranken aus dieser Gegend und ihre Angehörigen als besondere Härte erachtet wurde, da sie weite Entfernungen zurücklegen mussten.
Im württembergischen Staatshaushaltsplan 1897/98 wurden Mittel für den Bau einer fünften Staats-Irrenanstalt eingesetzt. Im Norden des Landes begann die Suche nach einem Bauplatz für diese Anstalt, der einerseits ruhig gelegen, andererseits aber in der Nähe eines Bahnhofs und nicht zu weit von einer größeren Stadt entfernt war. Die Wahl fiel auf die Staatsdomäne Weißenhof, einen schon seit Jahrhunderten bestehenden Gutshof, der nur zwei Kilometer vom Bahnhof in Weinsberg und nur sechs Kilometer von Heilbronn entfernt liegt. Die Kammer der Abgeordneten bewilligte am 6. Juli 1899 drei Millionen Mark für den Bau der Anstalt. Es war zunächst eine Belegzahl von 500 Kranken vorgesehen, die dann bei Fertigstellung der Anstalt auf 550 erhöht werden konnte.

#### Bau und Einweihung
Im Herbst 1900 wurde zunächst mit dem Bau einer Wasserleitung für die Anstalt begonnen. Ab März 1901 wurde dann auf einer kleinen Anhöhe (drei Prozent Steigung) über dem Sulmtal, ca. ein Kilometer nördlich von Weinsberg, im Anschluss an die Gebäude des Hofes ein Park angelegt, in dem die als „Landhäuser“ erbauten einzelnen Krankenstationen im „Pavillonsystem“ verteilt lagen – anfangs strikt getrennt nach Männer- und Frauenseite (westliche bzw. östliche Hälfte des Parks). In der Mitte wurden die zentralen Verwaltungsbauten errichtet. Am 23. November 1903 konnten die ersten Kranken aufgenommen werden, 1905 war die Anstalt dann voll belegt. Erster Leiter der Anstalt war Paul Kemmler.

#### Bau der „Kirche auf dem Weißenhof“
Im Norden des Geländes wurde 1913–1915 eine Anstaltskirche von Beginn an als Simultankirche gebaut und im Anschluss an sie ein kleiner Friedhof eingerichtet, der seit November 2017 als Parkfriedhof nach längerer Pause wieder für Bestattungen genutzt werden kann. Das Äußere ist in bewusster Angleichung an die beiden sulmabwärts gelegenen katholischen Kirchen Erlenbach und Binswangen im Barockstil gebaut, im Innern dominiert einfacher, ländlicher Jugendstil.

### Zeit des Nationalsozialismus („Zwischenanstalt Weinsberg“)

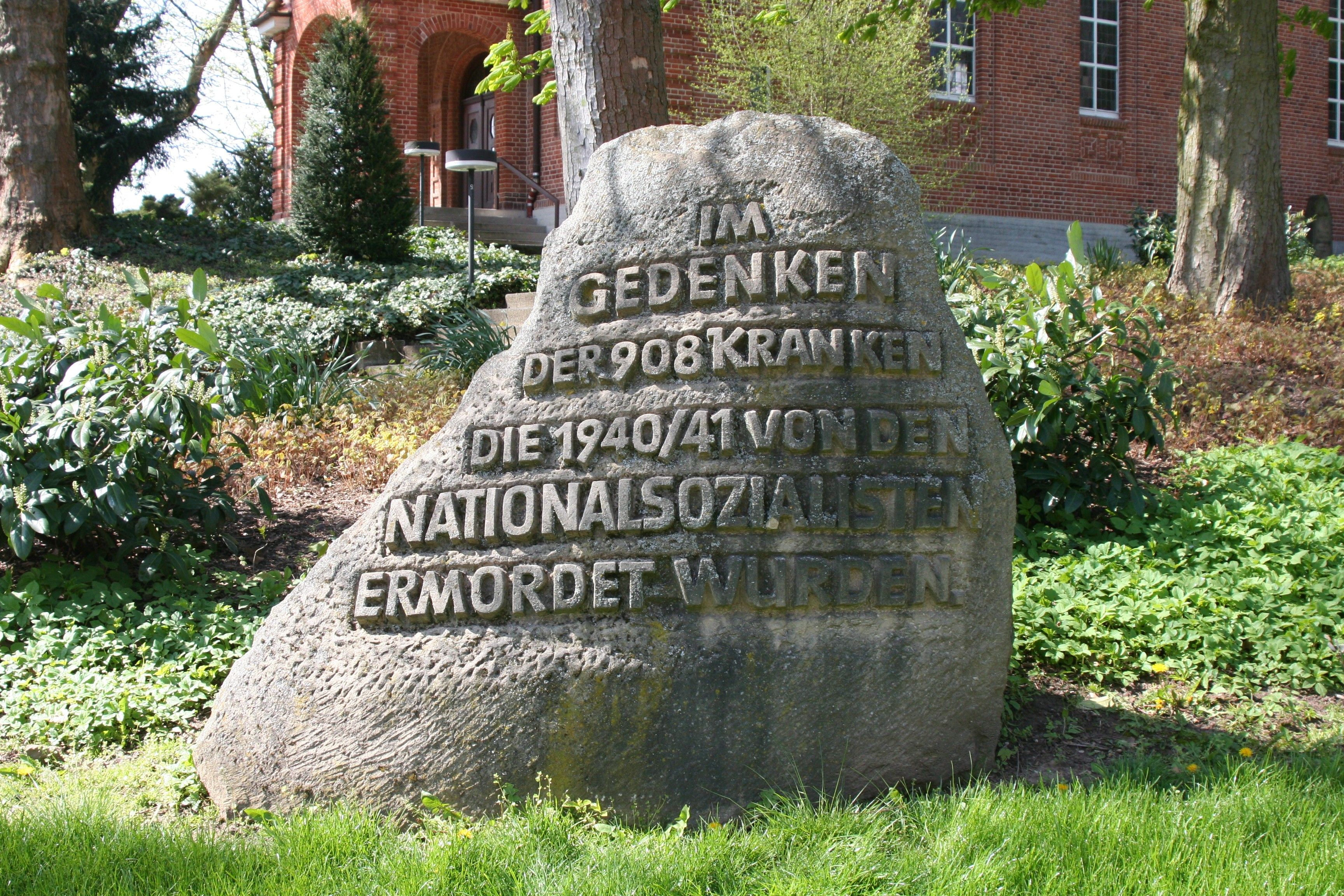
Gedenkstein für zur NS-Zeit ermordete Patienten bei der Klinikkirche

„Die Blütezeit einer humanistisch geprägten Psychiatrie, in der auch die Seelsorge als Teil der ‚psychologischen Behandlung‘ betrachtet wurde (so der 1. Klinikleiter Dr. Kemmler), erlebte einen jähen Bruch durch die Nazizeit“: Im Rahmen der Aktion T4 zur Zeit des Nationalsozialismus wurden auch Weinsberger Patienten in die Tötungsanstalt Schloss Grafeneck gebracht, wo sie ermordet wurden. Später war das Krankenhaus eine der der Anstalt Hadamar zugeordneten Zwischenanstalten, wo Geisteskranke gesammelt und dann zur Tötung nach Hadamar gebracht wurden. Von Januar 1940 bis Ende 1941 wurden aus der Heilanstalt insgesamt 908 Patienten, davon 426 aus Weinsberg und 482 aus anderen Anstalten, in die Vernichtungsanstalten transportiert. Von 1934 bis zum Kriegsende 1945 wurden zudem 96 männliche und 107 weibliche Patienten der Heilanstalt aufgrund des Gesetzes zur Verhütung erbkranken Nachwuchses zwangssterilisiert.
In den freigewordenen Räumen wurde 1943 bis 1946 eine Lungenheilstätte eingerichtet (die Anfänge der späteren Klinik Löwenstein). Während des Zweiten Weltkrieges fanden ab 1941 und noch bis 1952 große Teile des von Luftangriffen gefährdeten und 1944 zerstörten Heilbronner Krankenhauses hier Zuflucht.
Der seit 1936 stellvertretende und seit 1940 amtierende Anstaltsvorstand Karl Eugen Jooss versuchte, sich gegen die Einrichtung eines Sammelpunktes für Euthanasie-Transporte zu wehren, zumal ihm angesichts der sich bald darauf einstellenden Todesnachrichten der Zweck der Transporte rasch klar war. Otto Mauthe als verantwortlicher Beamter im württembergischen Innenministerium drohte jedoch mit der Schließung der Anstalt, so dass Jooss schließlich nur erreichen konnte, dass das Weinsberger Personal nicht aktiv an den Transporten teilnahm und diese stattdessen von Personal anderer Anstalten durchgeführt wurden.
Mauthe versuchte sich später zu rechtfertigen, er wäre „selbst von oben her gedrückt“ worden und die Weinsberger Anstalt sei als Napo-Schule vorgesehen gewesen. Entgegen der ihm unter Todesdrohung auferlegten Schweigepflicht zog Jooss seine engsten Mitarbeiter über die Hintergründe der Transporte ins Vertrauen. Indem man den Begriff der Arbeitsfähigkeit der Kranken möglichst weit gefasst hat oder indem man Kranke von ihren Angehörigen aus der Anstalt abholen ließ, gelang es zahlreiche Kranke vor dem sicheren Tod zu retten. Anstaltsleiter Jooss nahm sich im September 1945 das Leben, als bekannt wurde, dass ihn die amerikanischen Besatzungsmächte von seiner Stelle absetzen wollten.

### Nach dem Zweiten Weltkrieg
Anfang der 1960er-Jahre wurden im Westen des Geländes zusätzliche Krankenstationen neu erbaut, die 2000/01 größtenteils wieder abgerissen und durch einen weiteren Neubau ersetzt wurden. Unter dem Ärztlichen Direktor Fritz Reimer (Amtszeit 1969–1996) wurde aus der Anstalt endgültig eine Klinik. „Allmählich und besonders nach 1973 infolge der Psychiatriereform wurde der kranke Mensch als selbstbestimmte Persönlichkeit wieder in den Blick genommen“.
Für Unruhe sorgte der Neubau eines Gebäudes für die Forensische Psychiatrie zur Unterbringung 50 geisteskranker Straftäter (Maßregelvollzug nach § 63 Strafgesetzbuch), gegen den sich im Jahr 2003 eine Bürgerinitiative wandte, die Unterschriften gegen das Vorhaben sammelte und auch eine Petition an den Landtag von Baden-Württemberg richtete. Unter Auflagen wurde das Gebäude dennoch errichtet und am 18. Mai 2006 offiziell eingeweiht. Im Juli 2007 stimmte die Stadt einer vorerst auf fünf Jahre befristeten Änderung des Konzeptes ab 2008 zu, die im Neubau die Unterbringung von jeweils 25 Patienten nach § 63 (Geisteskranke) und nach § 64 (Suchtkranke) StGB vorsieht. Je 25 andere Patienten werden nach diesen beiden Paragraphen in anderen Gebäuden des Klinikums untergebracht, so dass insgesamt 100 Patienten im Maßregelvollzug im Weinsberger Klinikum sind.
Im Juni 2007 eröffnete das Klinikum mit zwei Tageskliniken einen Standort in Heilbronn. Eine Tagesklinik für allgemeine Psychiatrie und Psychotherapie hatte seit Januar 2006 auf dem Weinsberger Klinikgelände bestanden und zog von dort nach Heilbronn um, während eine Tagesklinik für Gerontopsychiatrie und Psychotherapie neu geschaffen wurde. Beide sind im Gebäude der ehemaligen Heilbronner Privatklinik Dr. Reinhard ansässig, das im März 2006 vom Klinikum am Weissenhof erworben und in das rund drei Millionen Euro investiert wurde.
Die neurologische Abteilung des Klinikums am Weissenhof mit 70 Betten und knapp 90 Mitarbeitern ging am 1. Januar 2010 an die SLK-Kliniken der Stadt Heilbronn und des Landkreises Heilbronn über und bezog zum Jahreswechsel 2010/2011 einen Neubau beim Heilbronner Gesundbrunnen-Klinikum, wo ein regionales Schlaganfallzentrum aufgebaut wurde.

## Das Klinikum heute

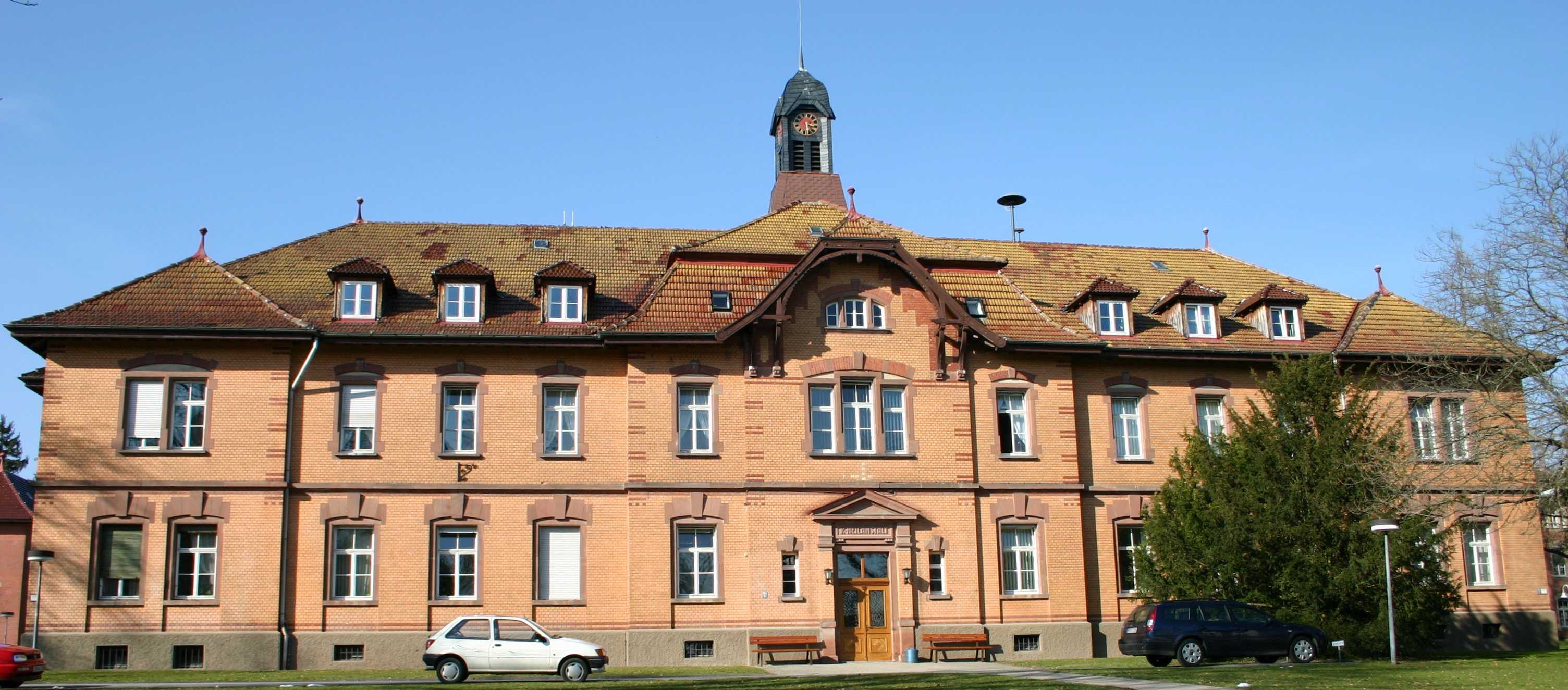
Das Verwaltungsgebäude

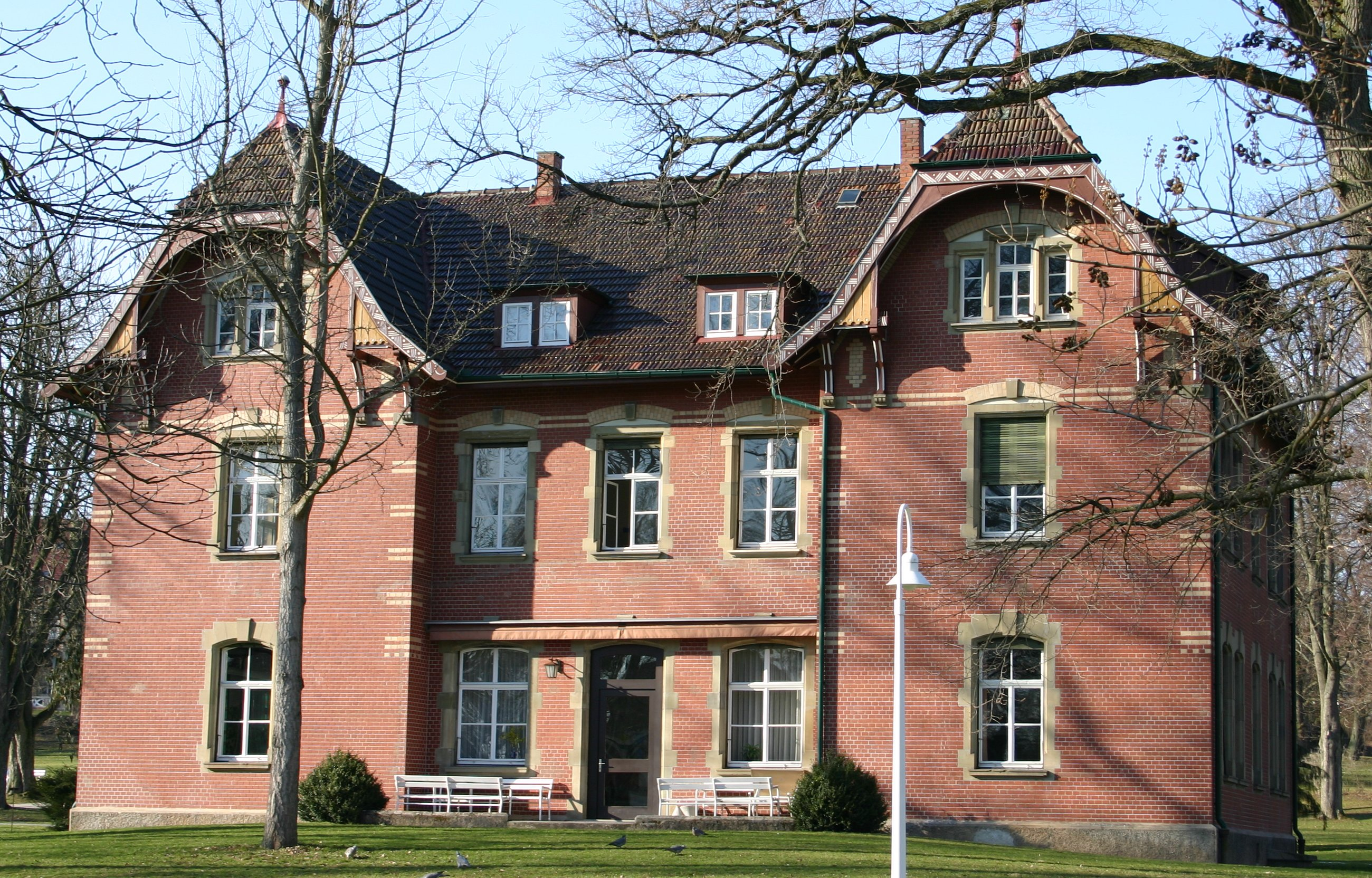
Die Krankenpflegeschule

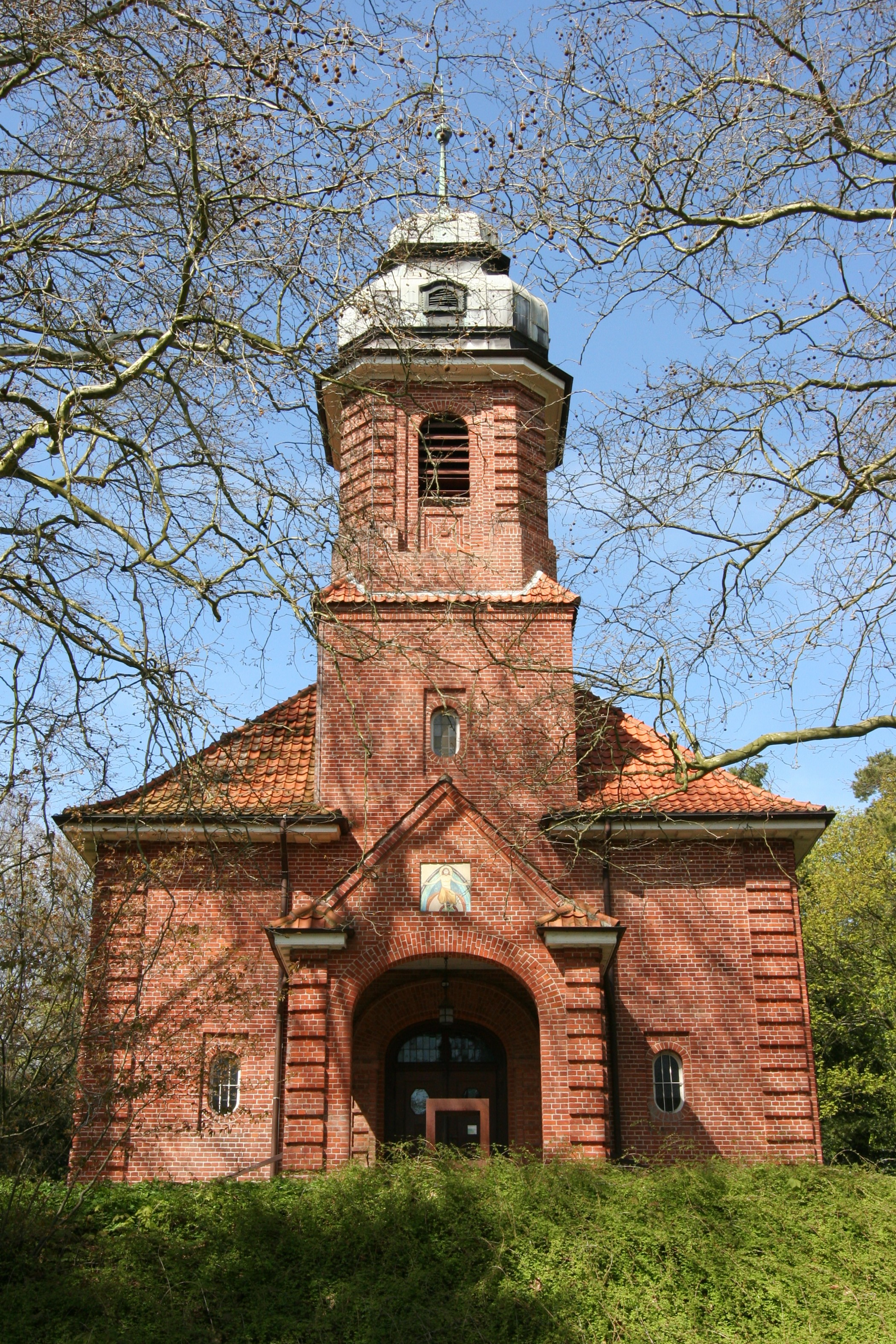
Kirche

Nachdem das Krankenhaus als Landesbetrieb seit 1954 über Jahrzehnte hinweg den Namen Psychiatrisches Landeskrankenhaus Weinsberg trug, wurde 1996 die Rechtsform zu der einer Anstalt des öffentlichen Rechts und der Name zu Zentrum für Psychiatrie Weinsberg geändert. 2002 wurde der Name erneut zum heutigen Klinikum am Weissenhof geändert, da das Krankenhaus auch nicht-psychiatrische Abteilungen besitzt. Statt des eigentlich korrekten Weißenhof wurde die Schreibweise Weissenhof gewählt. Das Klinikum ist rechtlich selbständiges Mitglied des Verbunds ZfP-Gruppe Baden-Württemberg.
Heute ist das Klinikum am Weissenhof ein modernes Krankenhaus für Psychiatrie (mit Abteilungen für Allgemeinpsychiatrie, Gerontopsychiatrie, Forensische Psychiatrie und Kinder- und Jugendpsychiatrie), Suchttherapie und Psychotherapeutische Medizin. Bei insgesamt 738 Planbetten werden jährlich etwa 17.000 Patienten behandelt. Das Krankenhaus beschäftigt etwa 1.750 Menschen (mit Teilzeitkräften) und ist damit der größte Arbeitgeber in der Stadt Weinsberg. (Stand: 05/2024) Die insgesamt 97 Gebäude des Klinikums sind in einem 43 ha großen Park mit 3.800 Bäumen und insgesamt etwa 10 km Wegen verteilt.
Das Krankenhaus dient als akademisches Lehrkrankenhaus der Universität Heidelberg. Es bietet für seine schulpflichtigen Patienten eine Schule für Kranke in längerer Krankenhausbehandlung. Zusammen mit der Klinik Löwenstein wird auch eine Gesundheits- und Krankenpflegeschule betrieben, an der Gesundheits- und Krankenpfleger ausgebildet werden. Neben einer klinikeigenen Apotheke und einer Gärtnerei, die auch zu Therapiezwecken genutzt wird, verfügt das Klinikum auch über eine Werkfeuerwehr.